# نخرية
النخرية (الاسم العلمي: Tilletiaceae) هي فصيلة من الفطريات تتبع رتبة النخريات من طائفة الزملولانية.

## التصنيف
- النخر